# Synagrops
Las macondas o farolitos del género Synagrops son peces marinos de la familia acropomátidos, distribuidos por la plataforma continental de casi todos los océanos y mares del mundo con agua templada y tropical.
Son peces marinos que suelen vivir pegados al fondo, entre las rocas, en aguas alejadas de la costa algo profundas, muchas de estas especies en el talud continental. Algunas especies son pescadas y bien comercializadas.

## Especies
Existen doce especies válidas en este género:
- Synagrops adeni (Kotthaus, 1970) - Maconda de Adén
- Synagrops analis (Katayama, 1957)
- Synagrops argyreus (Gilbert y Cramer, 1897)
- Synagrops bellus (Goode y Bean, 1896) - Farolito bocanegra
- Synagrops japonicus (Döderlein, 1883) - Maconda boquinegra
- Synagrops malayanus (Weber, 1913)
- Synagrops microlepis (Norman, 1935)
- Synagrops philippinensis (Günther, 1880)
- Synagrops pseudomicrolepis (Schultz, 1940)
- Synagrops serratospinosus (Smith y Radcliffe, 1912)
- Synagrops spinosus (Schultz, 1940) - Farolito cachetiquillada
- Synagrops trispinosus (Mochizuki y Sano, 1984) - Farolito tres espinas